# 33574 Shailaja
1999 JA33 (asteroide 33574) é um asteroide da cintura principal. Possui uma excentricidade de 0.10640270 e uma inclinação de 1.56202º.
Este asteroide foi descoberto no dia 10 de maio de 1999 por LINEAR em Socorro.